# Luca Hámori
Luca Anna Hámori (* 12. März 2001 in Szombathely) ist eine ungarische Boxerin im Weltergewicht.

## Karriere
Hámori gewann Silber bei der Junioren-Europameisterschaft 2016 und Bronze bei der Jugend-Europameisterschaft 2018. Zudem war sie Viertelfinalistin der Olympischen Jugend-Sommerspiele 2018. Bei U22-Europameisterschaften gewann sie 2021 Bronze und 2022 Silber.
Bei der Weltmeisterschaft 2022 in Istanbul verlor sie im Achtelfinale gegen die Usbekin Nawbachor Chamidowa und bei der Weltmeisterschaft 2023 in Neu-Delhi noch in der Vorrunde gegen die spätere thailändische Vizeweltmeisterin Janjaem Suwannapheng. Jedoch erreichte sie bei den Europaspielen 2023 in Krakau mit Siegen gegen Markéta Tojnarová aus Tschechien, Madeleine Angelsen aus Norwegen und Luna Beeloo aus den Niederlanden das Halbfinale, wo sie gegen die Belgierin Oshin Derieuw ausschied und die Bronzemedaille erhielt. Gegen diese verlor sie dann auch in der Vorrunde der Europameisterschaft 2024 in Belgrad.
Durch ihren Erfolg bei den Europaspielen hatte sie sich für die Olympischen Spiele 2024 in Paris qualifiziert und konnte dort mit Siegen gegen Gráinne Walsh aus Irland und die Australierin Marissa Williamson das Viertelfinale erreichen, wo sie gegen Imane Khelif aus Algerien ausschied und den 5. Platz erreichte.